# استان یاسوتون

نقشهٔ تایلند و جایگاه استان یاسوتون.

استان یاسوتون  یکی از استانهای کشور تایلند است. مساحت آن 4161 کیلومترمربع می‌باشد. جمعیت این استان در سال ۲۰۰۰ بالغ بر ۵۶۱۰۰۰ نفر برآورد شده است .
استان یاسوتون از نظر تقسیمات کشوری بخشی از ناحیه شمال خاوری تایلند به حساب می آید. مرکز این استان شهر یاسوتون است.